# Feng Zhe (attore)
Feng Zhe (冯喆S, Féng ZhéP; Tientsin, 1920 – 2 giugno 1969) è stato un attore cinese.

## Biografia
Diplomatosi all'Accademia nazionale di musica di Shanghai, esordì al cinema nel 1947 con il film Qúndài fēng (裙带风) e divenne ben presto uno degli attori più noti della sua generazione. Dopo la guerra civile rimase in Cina dove recitò in varie produzioni di successo, tra cui i film di guerra Nán zhēng běi zhàn (1952), Tiědào yóují duì (1956) e Shāmò zhuī fěi jì (1959).
Nel 1963 recitò al fianco di Wang Danfeng in Taohua shan (桃花扇S, Táohuā shànP) diretto da Sun Jing, adattamento del dramma Il ventaglio dai fiori di pesco di Kǒng Shàngrèn che, malvisto dalle autorità governative, gli costò la carriera. Fu perseguitato e imprigionato durante la rivoluzione culturale di Mao Zedong e messo agli arresti domiciliari nel 1967. Morì improvvisamente per cause non chiare il 2 giugno 1969 all'età di quarantanove anni.
Il 13 luglio 1978, solo dopo la scomparsa di Mao, gli venne dedicata una commemorazione ufficiale da parte degli Emei Film Studios. Nel 2005, in occasione del centenario della nascita dell'industria cinematografica in Cina, Feng Zhe è stato inserito nella lista dei "100 migliori attori in 100 anni di cinema cinese" della China Film Performance Art Academy.